# إبريما جاتا (لاعب كرة قدم مواليد 2002)
إبريما جاتا (مواليد 10 يناير 2002 في غامبيا) لاعب كرة قدم غامبي لعب سابقاً لصالح نادي اتحاد كلباء.

## روابط خارجية
إبريما جاتا (لاعب كرة قدم مواليد 2002) على موقع قاعدة بيانات كرة القدم.إي يو (الإنجليزية)
- إبريما جاتا (لاعب كرة قدم مواليد 2002) على موقع Soccerway.com (الإنجليزية)